# Сен Пол (Реюнион)
Вижте пояснителната страница за други значения на Сен Пол.
Сен Пол (на френски: Saint-Paul – Свети Павел) е град в Реюнион – отвъдморски департамент на Франция в Индийския океан.
В него живеят 105 967 души (към 1 януари 2015 г., с което е 2-ри по население в департамента. Площта му е 241,28 кв. км. Средната му надморска височина е 4 м.
Намира се в западната част на остров Реюнион. Градът е разделен на 3 кантона. Основан е през 1663 г.

## Известни личности
Родени в Сен Пол
- Льоконт дьо Лил (1818-1894), поет